# Донбасская улица (Воронеж)
Донба́сская у́лица — улица находится в Ленинском районе Воронежа. Нумерация домов начинается от площади Застава, а заканчивается у улицы 9 Января. Все дома имеют индекс 394030, за исключением дома № 2.

## Происхождение названия
Эта улица в Воронеже получила свое название в 30-х годах прошлого века. Наименование городской магистрали присвоили в честь мощной железнодорожной ветки, соединившей Москву с Донбассом.

## Здания и сооружения
По адресу Донбасская, 2 расположен армянский храм Святого Саркиса.
На Донбасской, 23 находится один из крупных воронежских рынков ТРЦ Ярмарка.
Сегодня, как и встарь, главная достопримечательность улицы – это железнодорожные сооружения: станция и современный вокзал Воронеж-II (Воронеж-Курский), построенный в 1960-х годах. Ныне станция относится к Юго-Восточной дороге, здесь останавливаются не только товарные составы, но и пригородные пассажирские. На улицах Донбасской и Питомник сохранился комплекс старых железнодорожных зданий, он представляет интерес как памятник истории развития промышленности и транспорта. На Донбасской стоят: административное здание начала XX века (теперь товарная контора), служебное здание начала XX века (ныне флигель во дворе д. № 20, кухня роддома Ю.-В.ж.д.), жилые дома железнодорожников (№ 26, 30, 34, 38, 46, 1892–1894 гг.).
В 1996 году вблизи вокзала заработал крытый вещевой рынок. Под него приспособлен бывший цех предприятия «Воронежсельмаш».

## Транспорт
- Автобус 13: Перхоровича — Б-р Победы
- Автобус 77: Перхоровича — Антонова-Овсеенко
- Автобус 32: Перхоровича — Тверская
- Автобус 303: Пл. Заставы — Семилуки — Ст. Латная
- Автобус 303а: Вокзал Воронеж-2 — Ст. Латная
- Автобус 309: Курбатово — Площадь Застава